# Río Colpi
El río Colpi o río Panqueco o Panquilco es un corto curso natural de agua que nace de la confluencia del río Traiguén y el río Quino en la Región de La Araucanía, fluye en dirección oeste y se junta con el río Lumaco para formar el río Cholchol.: 454 

## Trayecto
Aunque el río Colpi es un río de corto trayecto, sus afluentes alcanzan a drenar aguas desde las laderas del volcán Tolhuaca.

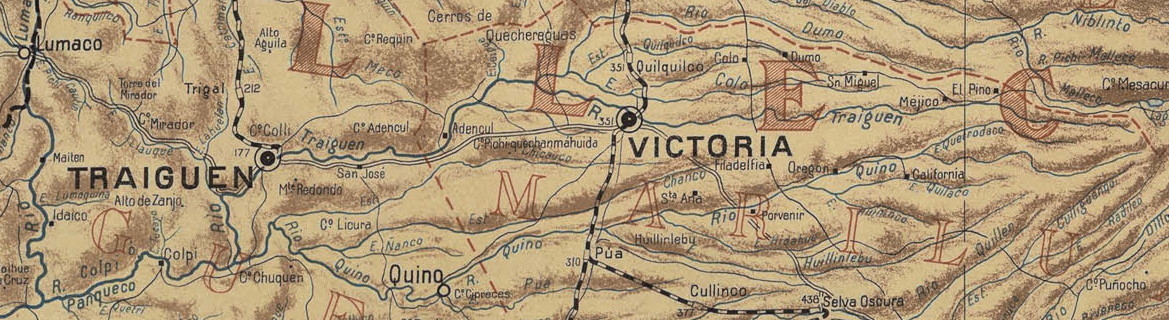
Cuenca del río Colpi o Panqueco en un mapa de Luis Risopatrón de 1910.

## Caudal y régimen
La subcuenca del río Cholchol, que comprende su hoya hidrográfica con sus principales afluentes: río Purén, río Lumaco, río Traiguén, río Quino y río Quillén, tiene un notorio régimen pluvial, con importantes caudales en los meses de invierno. En años lluviosos los mayores caudales ocurren entre junio y agosto, producto de importantes lluvias invernales. En años normales y secos los mayores caudales también se deben a aportes pluviales, presentándose entre junio y septiembre. El período de menores caudales se observa en el trimestre enero-marzo.: 62 

## Historia
Francisco Astaburuaga escribió en 1899 en su obra póstuma Diccionario geográfico de la República de Chile sobre el río:
Colpí.-—Río del departamento de Traiguén de mediano caudal. Se forma de la unión del Traiguén y del Quino, á ocho ó nueve kilómetros al SO. de la ciudad del primer nombre, desde donde corre pausadamente, y va á desembocar en la izquierda del río de Lumaco por los 38° 22' Lat. y 72° 55' Lon., á 28 kilómetros al S. del fuerte de este nombre y poco más de esta distancia hacia el SO. de aquella ciudad; formando ambos desde su confluencia el río Cholchol. Su título es contracción de co y lipi, agua de plumas, según el P. Febres.